# Google網站管理員
谷歌搜索控制台（英文：Google Search Console；简称GSC），原称谷歌网站站长工具（Google Webmaster Tools），是Google开发的一个面向网站管理员的免费工具，于2006年被推出。网站管理员可以通过该工具了解自己网站的收录情况并优化其网站的曝光率。

## 功能
谷歌搜索控制台可以做到以下几个方面：
- 提交并测试网站地图；
- 测试并设置网页收录率，了解Google的蜘蛛程序抓取设置网站的统计情况；
- 生成并测试robots.txt文件，同时可以协助发现被robots.txt拦截的网页；
- 列出网站的内部和外部链接；
- 查看网站通过Google搜索结果页中的哪些关键词带来的点击率；
- 看到Google收录网站的数据及发现在Google收录过程中是否存在错误；
- 设置一个符合自己需要的网站域名（即：example.com取代www.example.com，或反之亦然），该域名将会在搜索结果页面上显示。